# Allocrangonyx hubrichti
Allocrangonyx hubrichti is een vlokreeftensoort uit de familie van de Allocrangonyctidae. De wetenschappelijke naam van de soort is voor het eerst geldig gepubliceerd in 1971 door Holsinger.